# Historia de la Copa Mundial de Fútbol

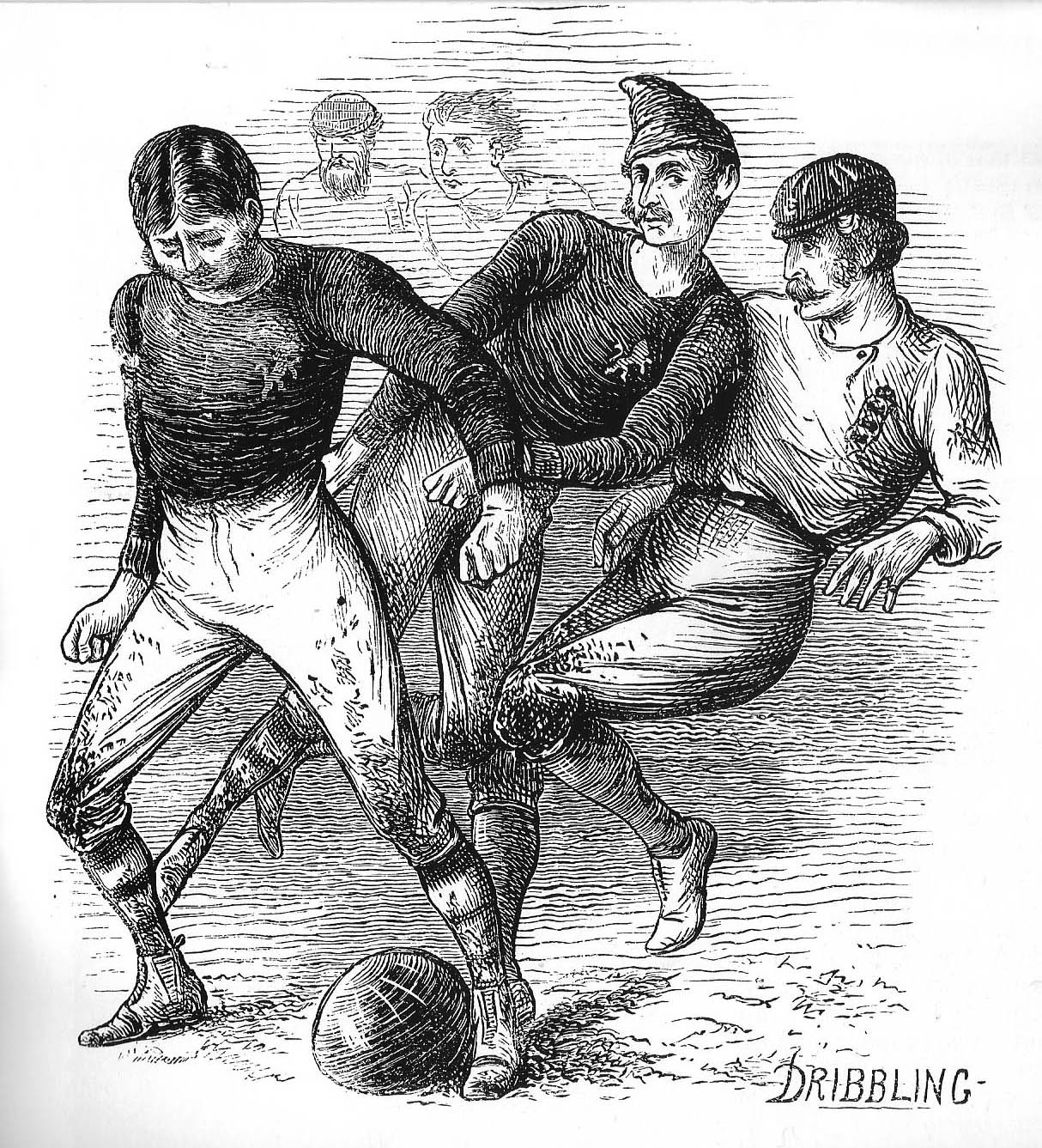
Ilustración del primer partido internacional entre Inglaterra y Escocia, 1872

La Historia de la Copa Mundial de Fútbol comienza con su primer campeonato en 1930, cuando la FIFA, el organismo rector del fútbol mundial, decidió organizar un torneo internacional de fútbol masculino bajo la administración del presidente de la FIFA Jules Rimet, quien implementó esta idea. La edición inaugural, celebrada en 1930, fue disputada como un torneo final de solo 13 equipos invitados por la organización. Desde entonces, la Copa del Mundo ha experimentado sucesivas expansiones y remodelaciones de formato, con su actual torneo final de 32 equipos precedido por un proceso de clasificación de dos años, que involucra a más de 200 selecciones nacionales de  el mundo.111

## Fútbol internacional antes de 1930
El primer partido de fútbol internacional oficial se jugó en 1872 en Glasgow entre Escocia e Inglaterra, aunque en esta etapa el deporte rara vez se jugaba fuera de Gran Bretaña.
Al iniciar el siglo XX, el fútbol había ganado terreno en todo el mundo y se estaban fundando asociaciones nacionales de fútbol. El primer partido internacional oficial fuera de las islas británicas se jugó entre Uruguay y Argentina en Montevideo en julio de 1902. La Federación Internacional de Fútbol Asociación (FIFA) se fundó en París el 22 de mayo de 1904, integrada por las asociaciones de fútbol de Francia, Bélgica, Dinamarca, Países Bajos, España, Suecia y Suiza, con Alemania prometiendo unirse.
A medida que el fútbol comenzó a aumentar en popularidad, se disputó como un deporte olímpico reconocido por el COI en los Juegos Olímpicos de 1900 y 1904, así como en los Juegos Intercalados de 1906, antes de convertirse en una competencia olímpica oficial supervisada por la FIFA en los Juegos Olímpicos de 1908. Organizado por la Asociación de Fútbol de Inglaterra, el evento fue solo para jugadores aficionados y fue considerado sospechosamente como un espectáculo en lugar de una competencia. El equipo nacional de fútbol aficionado de Inglaterra ganó el evento en 1908 y 1912. La FIFA hizo un intento de organizar un torneo internacional de fútbol entre naciones fuera del marco olímpico en 1906 y tuvo lugar en Suiza. La historia oficial de la FIFA describe la competición como un fracaso.
Con el evento olímpico que continuaba siendo disputado solo entre equipos aficionados, también comenzaron a aparecer competiciones con equipos profesionales. El Torneo Internazionale Stampa Sportiva, celebrado en Turín en 1908, fue uno de los primeros y al año siguiente Sir Thomas Lipton organizó el Trofeo Sir Thomas Lipton, también celebrado en Turín. Ambos torneos fueron disputados entre clubes individuales (no equipos nacionales), cada uno de los cuales representó a una nación entera. Por esta razón, ninguno fue realmente un precursor directo de la Copa del Mundo, pero a pesar de eso, el Trofeo Thomas Lipton a veces se describe como la Primera Copa del Mundo a la espera de su antecesor italiano menos conocido.
El evento del campeonato mundial fue creado en 1930 por los desacuerdos entre el COI y la FIFA, especialmente por las reglas sobre el profesionalismo, que sin embargo, desde las ediciones de 1924 y 1928, se permitió adaptando el reglamento olímpico. Dado que la Copa del Mundo no existía, el torneo olímpico se consideraba un torneo mundial, por lo que surge la competencia internacional más prestigiosa. Sin embargo, el amateurismo estaba muy extendido incluso después de la llegada de la Copa Mundial de la FIFA.
La decisión de reconocer los dos Torneos Olímpicos previos a la Copa del Mundo como campeonatos mundiales se tomó en 1924. La federación mundial, de hecho, había establecido que si los torneos olímpicos se jugaban de acuerdo con las reglas de la FIFA, serían reconocidos como campeonatos mundiales (hasta la creación de la Copa Mundial FIFA en 1930).  Uruguay ganó los torneos en 1924 y 1928.

## Inicios

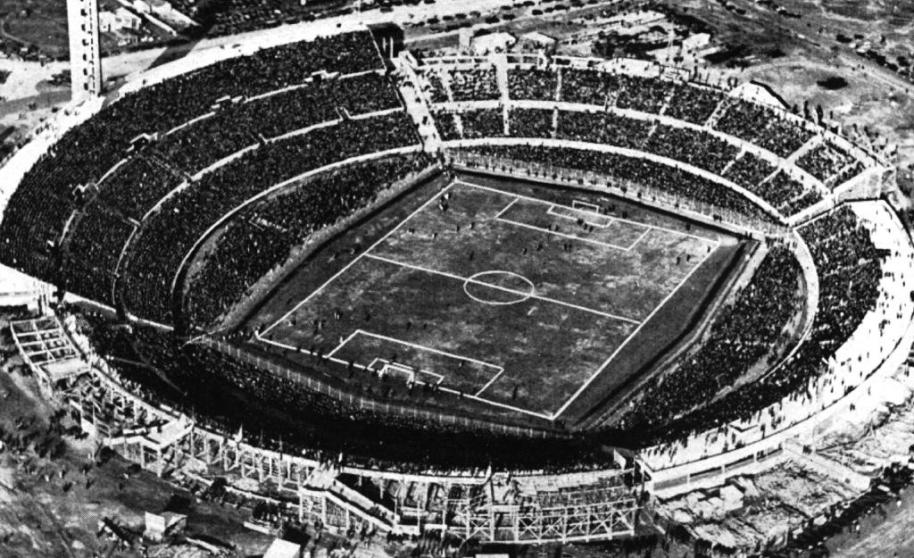
Estadio Centenario en la ciudad uruguaya de Montevideo, escenario de la final de la primera Copa Mundial de la FIFA en 1930

En 1928, la FIFA tomó la decisión de organizar su propio torneo internacional. Los Juegos Olímpicos de 1932 en Los Ángeles no tenían previsto incluir el fútbol como parte del programa debido a la baja popularidad del deporte en los Estados Unidos. La FIFA y el COI también estuvieron en desacuerdo sobre el estado de los jugadores aficionados, por lo que se eliminó el fútbol de los Juegos. El presidente de la FIFA Jules Rimet comenzó a organizar la primera edición de la Copa Mundial de fútbol. Con Uruguay ahora dos veces campeón del mundo oficial y en la celebración de su centenario de la independencia en 1930, la FIFA nombró a Uruguay como el país anfitrión. Las asociaciones nacionales de naciones seleccionadas fueron invitadas a enviar un equipo, pero la elección de Uruguay como sede de la competencia significó un viaje largo y costoso a través del Océano Atlántico para los lados europeos. Ningún país europeo se comprometió a enviar un equipo hasta 2 meses antes del inicio de la competición. Rimet finalmente persuadió a las selecciones de Bélgica, Francia, Rumania y Yugoslavia para que realizaran el viaje. En total, participaron 13 naciones: 7 de América del Sur, 4 de Europa y 2 de América del Norte.
Los primeros dos partidos de la Copa del Mundo se llevaron a cabo simultáneamente, y fueron ganados por Francia y Estados Unidos, que vencieron a México 4–1 y Bélgica 3–0, respectivamente. El primer gol en la historia de la Copa del Mundo fue anotado por Lucien Laurent de Francia. Cuatro días después, Bert Patenaude de los Estados Unidos logró el primer hat-trick de la Copa del Mundo en la victoria por 3-0 de los estadounidenses contra Paraguay. En la final, Uruguay derrotó a Argentina 4–2 frente a una multitud de 93.000 personas en Montevideo para convertirse en la primera nación en ganar una Copa Mundial.
La Copa Mundial de 1934 fue organizada por Italia y fue la primera Copa Mundial que incluyó una etapa de clasificación. 16 equipos se clasificaron para el torneo, un número que se mantendría hasta 1982. Uruguay, los campeones de 1930, todavía molestos por la escasa asistencia europea a su Copa del Mundo en 1930, boicotearon la Copa del Mundo de 1934. Bolivia y Paraguay también estuvieron ausentes, lo que permitió a Argentina y Brasil avanzar a las finales en Italia sin tener que jugar ningún partido de clasificación. Egipto se convirtió en el primer equipo africano en competir, pero perdió ante Hungría en la primera ronda. Italia ganó el torneo, convirtiéndose en el primer equipo europeo en hacerlo.
La competencia de la Copa del Mundo de 1938 también se llevó a cabo en Europa, para gran consternación de muchos sudamericanos, con el boicot de Uruguay y Argentina. Por primera vez, el campeón defensor y el país anfitrión obtuvieron la clasificación automática. Después de un partido de play-off contra Letonia, Austria se había clasificado oficialmente para el torneo, pero debido al Anschluss en abril de 1938 con Alemania, la selección nacional austriaca se retiró, y algunos jugadores austriacos se agregaron a la escuadra alemana. El lugar de Austria fue ofrecido a Inglaterra, pero los ingleses declinaron. Esto dejó al torneo con 15 naciones compitiendo. Francia fue el país anfitrión, pero por primera vez los anfitriones no ganaron la competencia, ya que Italia retuvo su título, superando a Hungría en la final. El delantero polaco Ernest Willimowski se convirtió en el primer jugador en marcar cuatro goles en un juego de la Copa del Mundo durante la derrota por 6 a 5 de Polonia contra Brasil. Su récord fue igualado posteriormente por otros jugadores, y superado en la Copa Mundial de 1994.

## Mundiales cancelados por la Segunda Guerra Mundial
La Copa Mundial de la FIFA estaba prevista para 1942. Alemania solicitó oficialmente la sede de la Copa Mundial de la FIFA 1942 en el 23.º Congreso de la FIFA el 13 de agosto de 1936 en Berlín. En junio de 1939, Brasil también solicitó ser sede del torneo. El inicio de la Segunda Guerra Mundial en septiembre de 1939 provocó la cancelación de la Copa Mundial de 1942, antes de que se seleccionara un país anfitrión. 
Durante la Segunda Guerra Mundial, la FIFA luchó por mantenerse a flote, y no tenía recursos financieros ni humanos para planificar un torneo en tiempo de paz para cuando terminaran las hostilidades. Cuando terminó la guerra en 1945, quedó claro que la FIFA no tendría esperanzas de planificar y programar la Copa Mundial de 1946 en un año. De hecho, la primera reunión de la FIFA tras la guerra fue el 1° de julio de 1946 (aproximadamente en la época en que se jugaría la Copa Mundial de 1946) y cuando se planeó la próxima Copa Mundial para 1949, ningún país la albergaría. El principal torneo internacional en 1946 fue el Campeonato Sudamericano de 1946 en el que Argentina venció a Brasil 2–0 el 10 de febrero de 1946.

## Los años de posguerra

### Años 50
Las competiciones se reanudaron con la Copa Mundial de 1950 en Brasil, que fue la primera en incluir participantes británicos. Los equipos británicos se retiraron de la FIFA en 1920, en parte debido a la falta de voluntad para jugar contra los países con los que habían estado en guerra, y en parte como una protesta contra una influencia extranjera en el fútbol, pero se reincorporaron en 1946 tras la invitación de la FIFA. A pesar de clasificar al torneo, India no disputó el torneo por los costos que representaba. Además previo al inicio del torneo protestaron ante la FIFA ya que no fue autorizado todo el plantel por jugar descalzos, ya que ellos por cuestiones religiosas y de cábala consideraban que eso les daría abundancia, pero bajo los lineamientos que exigía el máximo organismo del fútbol y tras esta situación decidieron no disputar la Copa Mundial. La participación de Inglaterra no fue un éxito. Los ingleses no pudieron llegar a la ronda final del grupo en una campaña que incluyó una derrota sorpresiva de 1-0 ante Estados Unidos.
El torneo también vio el regreso de los campeones de 1930, Uruguay, que había boicoteado las dos Copas Mundiales anteriores. Por razones políticas, los países de Europa del Este (como Hungría, la Unión Soviética y Checoslovaquia) no entraron. Italia, campeón defensor, participó a pesar del desastre aéreo de Superga de 1949, en el que murió todo el equipo de Grande Torino (muchos de los cuales eran jugadores de la selección nacional). La Copa del Mundo de 1950 fue la única edición de la Copa Mundial en la que no hubo una etapa de eliminación directa, siendo reemplazada con una liguilla final. El último partido de dicha liguilla, sin embargo, a veces se denomina "final", ya que las posiciones del grupo significaron que los ganadores serían los ganadores generales. En ese partido, Uruguay venció por sorpresa al anfitrión Brasil con un marcador final de 2–1 (el juego sería conocido como Maracanazo) convirtiéndose en campeón por segunda vez. Este juego también mantuvo el récord de asistencia más alta en cualquier partido deportivo, con aproximadamente 200.000 espectadores.

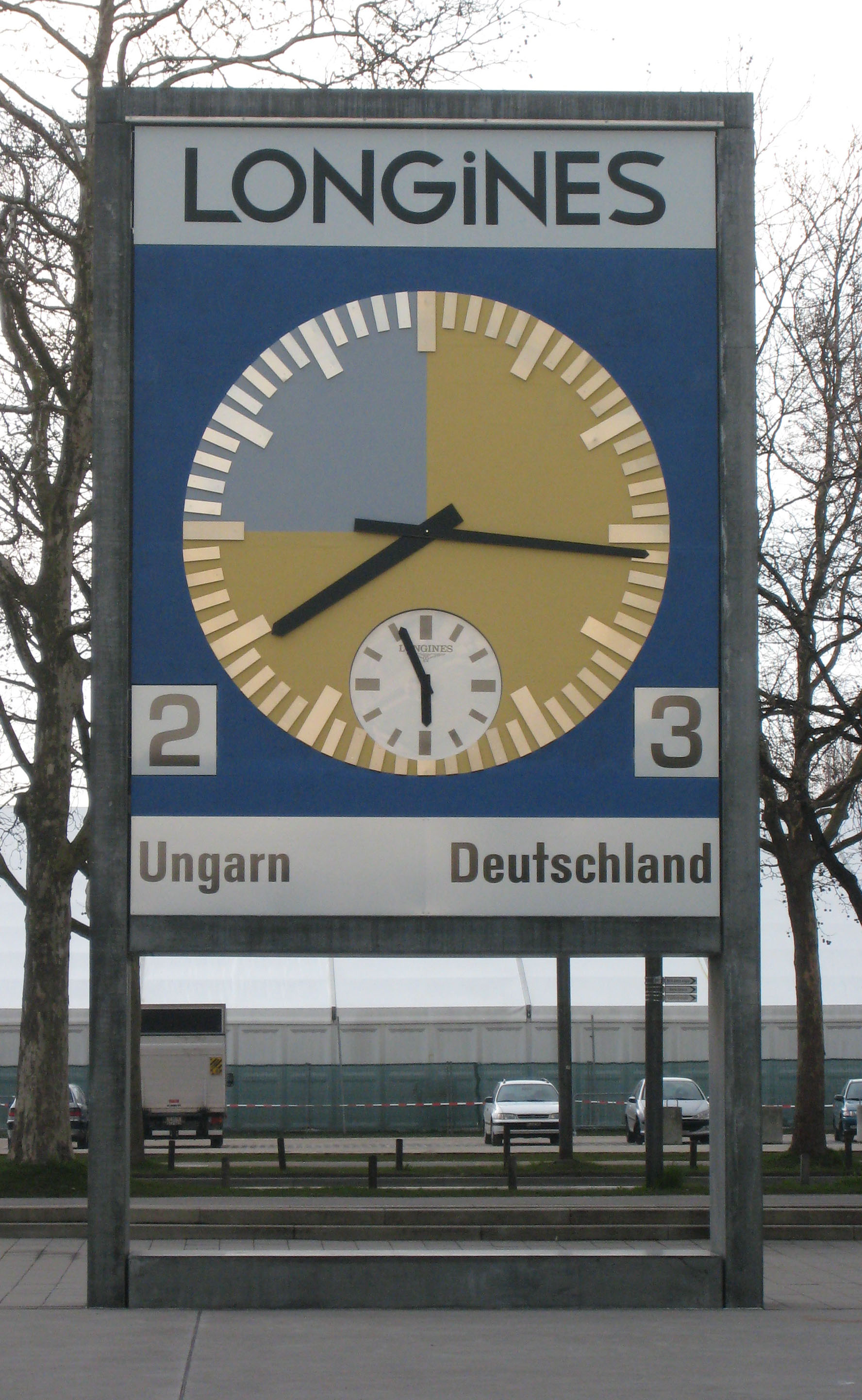
Reloj instalado en el estadio Wankdorf de Berna en el partido final de la Copa Mundial de la FIFA de 1954

La Copa del Mundo de 1954, realizada en Suiza, fue la primera en ser televisada. La Unión Soviética no participó debido a su mala actuación en los Juegos Olímpicos de 1952. Este torneo estableció una serie de récords de gol de todos los tiempos, incluidos la mayor cantidad de goles promedio por juego y el equipo más anotador (Hungría), y la mayor cantidad de goles en un solo partido (la victoria de Austria de 7-5 en los cuartos de final sobre Suiza). Los ganadores del torneo fueron Alemania Occidental, derrotando a los campeones olímpicos Hungría 3–2 en la final, remontando un marcador de 2-0 en contra, con Helmut Rahn anotando el gol ganador. El partido es conocido como el Milagro de Berna en Alemania.
Brasil ganó la Copa del Mundo de 1958, realizada en Suecia, y se convirtió en el primer equipo en ganar una Copa del Mundo fuera de su continente nativo (solo 4 equipos lo han hecho hasta la fecha: Brasil en 1958, 1970, 1994 y 2002, Argentina en 1986 y 2022, España en 2010 y Alemania en 2014). La Unión Soviética participó esta vez, probablemente debido a su victoria en los Juegos Olímpicos de 1956 en Melbourne. Por primera vez (y hasta la fecha), los 4 equipos británicos se clasificaron para el torneo. Gales pudo aprovechar una situación en la zona de África/Asia, donde el número de retiros daría a Israel la clasificación sin haber jugado un solo partido de clasificación. Esto llevó a la FIFA a decidir que la clasificación sin jugar no estaba permitida (a pesar de permitir que esto sucediera en los primeros años de la Copa), por lo que Israel recibió la orden de jugar contra uno de los equipos que terminó segundo en los otros grupos. Gales fue el rival elegido y derrotó a Israel 2-0 dos veces en 1958. Fue la primera vez (y hasta ahora la única) ocasión en que un país jugó una ronda final de la Copa del Mundo después de haber sido eliminado en las eliminatorias regulares. El torneo también vio la aparición de Pelé, quien anotó dos goles en la final. El delantero francés Just Fontaine se convirtió en el máximo goleador del torneo.

### Años 60
Chile fue sede de la Copa del Mundo de 1962. Dos años antes del torneo, se produjo un terremoto de una magnitud de 9,5 (el más grande registrado), lo que llevó a los funcionarios a reconstruir debido a daños importantes en la infraestructura. Cuando comenzó la competición, dos de los mejores jugadores estaban en mala forma ya que Pelé se lesionó en el segundo partido de grupo de Brasil contra Checoslovaquia. Además, la Unión Soviética vio a su portero Lev Yashin mostrar una forma deficiente que incluía una derrota por 2-1 ante el anfitrión Chile, ya que los anfitriones capturaron el tercer lugar.
La competencia también se vio empañada por tácticas excesivamente defensivas y a menudo violentas. Esta atmósfera venenosa culminó en lo que se conoció como la Batalla de Santiago, un partido de la primera ronda en el que Chile ganó 2-0 a Italia. Antes del partido, 2 periodistas italianos escribieron artículos poco favorables sobre el país anfitrión. En el partido, los jugadores de ambos lados hicieron intentos deliberados de lastimar a los oponentes, aunque solo dos jugadores de Italia fueron expulsados por el árbitro inglés Ken Aston.
El colombiano Marcos Coll marcó un gol directo de un tiro de esquina (conocido como Gol Olímpico), el único que se ha hecho en una Copa del Mundo, contra el legendario portero soviético Lev Yashin. En la final, la selección de Brasil (liderada por Garrincha y Amarildo en ausencia de Pelé) venció a Checoslovaquia por 3 a 1, y retuvo el trofeo Jules Rimet.
La Copa del Mundo de 1966, organizada por Inglaterra, fue la primera en adoptar el marketing, mostrando una mascota y un logotipo oficial por primera vez. El trofeo fue robado en el período previo al torneo, pero fue encontrado una semana más tarde por un perro llamado Pickles. Sudáfrica fue prohibida de participar por violar la carta contra la discriminación (apartheid). La prohibición se mantuvo vigente hasta 1992, cuando la Federación de Fútbol de Sudáfrica finalmente fue aceptada por la FIFA. Las eliminatorias del torneo vieron una controversia cuando las naciones africanas decidieron retirarse en protesta por un solo lugar de clasificación asignado por la FIFA a las regiones de Asia, Oceanía y África.
Los eventuales clasificados de la zona, Corea del Norte, se convirtieron en el primer equipo asiático en llegar a los cuartos de final, eliminando a Italia en el proceso. Inglaterra ganó el torneo, aunque João Havelange (presidente de la FIFA de 1974 a 1998) afirmó que las Copas del Mundo de 1966 y 1974 se arreglaron para que Inglaterra y Alemania ganaran respectivamente. Geoff Hurst se convirtió en el primer jugador en anotar un hat-trick en una final de la Copa del Mundo y el portugués Eusébio, cuya selección participaba en su primera Copa del Mundo, fue el máximo goleador del torneo, con 9 goles a su nombre.

### Años 70
Las eliminatorias de la Copa Mundial de 1970 coincidieron con la Guerra del Fútbol entre Honduras y El Salvador. Además, Israel había estado en la zona futbolística de Europa, pero debido a problemas políticos, se estaba volviendo más difícil ubicarlos adecuadamente en las eliminatorias. Fueron agrupados en Asia/Oceanía. Corea del Norte se negó a enfrentarlos, aunque esto significaba la descalificación automática (Israel clasificó al torneo). El torneo en sí se llevó a cabo en México. El choque de la fase de grupos entre los campeones defensores Inglaterra y Brasil estuvo a la altura de su reputación, y aún es recordado por la atajada del portero inglés Gordon Banks de un cabezazo de Pelé. El torneo también es recordado por el partido de semifinales entre Italia y Alemania Occidental, conocido como "El partido del siglo". En ese partido se marcaron 5 goles en tiempo extra y Franz Beckenbauer jugó con un brazo roto, ya que los alemanes habían agotado todas las sustituciones permitidas. Italia ganó 4-3, pero fueron derrotados 1-4 en la final por Brasil, que se convirtió en la primera nación en ganar tres Copas Mundiales, y recibió el trofeo Jules Rimet de forma permanente por su logro.

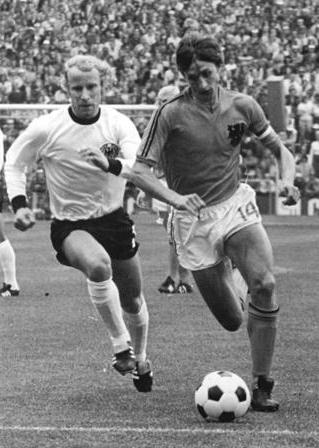
Johann Cruyff en acción durante la Copa Mundial de la FIFA de 1974

Para la Copa Mundial de 1974 en Alemania Occidental se creó un nuevo trofeo. Después de un empate en su primer partido de repesca intercontinental contra Chile en las eliminatorias, la Unión Soviética se negó a viajar a la capital chilena para el partido de vuelta por razones políticas, y de acuerdo con las regulaciones, Chile obtuvo una victoria. El torneo también vio un nuevo formato, donde los 2 mejores equipos de cada uno de los 4 grupos de la primera ronda se dividieron en 2 grupos de 4 cada uno, con los ganadores de ambos grupos enfrentándose en la final. Los anfitriones de Alemania Occidental ganaron el torneo al derrotar a Holanda por 2-1 en la final, pero también fue el revolucionario sistema de Fútbol Total de los holandeses el que capturó la imaginación del mundo futbolístico. Polonia terminó en tercer lugar, después de derrotar a Brasil 1–0 en el partido por el tercer puesto.
La Copa Mundial de 1978 se celebró en Argentina, causando controversia ya que un golpe militar había tenido lugar en el país 2 años antes. Las acusaciones de que la estrella holandesa Johan Cruyff se negó a participar debido a convicciones políticas fueron refutadas por él 30 años después. Esta fue la Copa del Mundo con mayor dificultad para clasificar. Con 95 equipos compitiendo por 14 lugares (los campeones defensores y los anfitriones se clasificaron automáticamente), había casi 7 países compitiendo por cada lugar en Argentina. Hungría ganó su grupo europeo, pero tuvo que ganar una repesca contra Bolivia para clasificarse, mientras que Inglaterra fue eliminada a pesar de ganar cinco de sus seis partidos clasificatorios.
El debutante Túnez ganó su primer partido contra México 3–1 y se convirtió en el primer equipo africano en ganar un juego de la Copa Mundial. También hubo cierta controversia en el campo. Durante la segunda ronda, Argentina tuvo una ventaja en su partido contra Perú ya que el inicio fue varias horas después del partido de Brasil con Polonia. Brasil ganó su partido 3–1, así que Argentina sabía que tenían que vencer a Perú por cuatro goles para avanzar a la final. Perdiendo 2-0 en el medio tiempo, Perú simplemente se derrumbó en la segunda mitad, y Argentina finalmente ganó 6-0. Los rumores sugirieron que Perú podría haber sido sobornado para permitir que Argentina ganara el partido por un margen tan grande. Argentina ganó la final 3–1, Mario Kempes anotó dos veces, y los holandeses fueron subcampeones por segunda vez consecutiva.

## Finales delsigloXX

### Años 80
España organizó la Copa Mundial de 1982, la cual contó con 24 selecciones, la primera expansión desde 1934. Los equipos se dividieron en 6 grupos de 4, con los 2 mejores equipos de cada grupo avanzando a la segunda ronda, donde se dividieron en 4 grupos de 3. Los ganadores de cada grupo avanzaron a las semifinales. El partido de la primera ronda entre el debutante Kuwait y Francia fue escenario de un incidente peculiar. Mientras los franceses ganaban 3-1, el equipo kuwaití dejó de jugar después de escuchar un silbato de las gradas que creían que provenía del árbitro, mientras que el defensa francés Maxime Bossis anotó. Mientras el equipo kuwaití protestaba por el gol, el jeque Fahid Al-Ahmad Al-Sabah, presidente de la Asociación de Fútbol de Kuwait, corrió hacia el campo y convenció al árbitro de anular el gol. Bossis anotó otro gol válido unos minutos más tarde y Francia ganó 4–1.
También durante la primera ronda, Hungría venció a El Salvador 10–1, que ha sido la mayor goleada de la Copa del Mundo. El partido de primera ronda entre Alemania Occidental y Austria resultó posteriormente en un cambio de las reglas de la Copa del Mundo, luego de que ambos equipos apuntaran visiblemente a mantener la clasificación a la siguiente ronda asegurando el marcador de 1-0 en 80 minutos. La semifinal entre Alemania Occidental y Francia vio otra controversia cuando el portero alemán Harald Schumacher atacó al francés Patrick Battiston, con el marcador en 1–1. Schumacher se escapó de una tarjeta roja, y Alemania ganó en la definición por penalties, después de volver a empatar después de estar perdiendo 3-1. La final fue ganada por Italia, convirtiendo al capitán italiano Dino Zoff en el jugador más antiguo en ganar la Copa del Mundo. El delantero italiano Paolo Rossi, quien estaba haciendo su regreso después de un escándalo de arreglos de partidos y la consiguiente prohibición, fue el máximo goleador del torneo con 6 goles, incluido un triplete clásico contra Brasil.

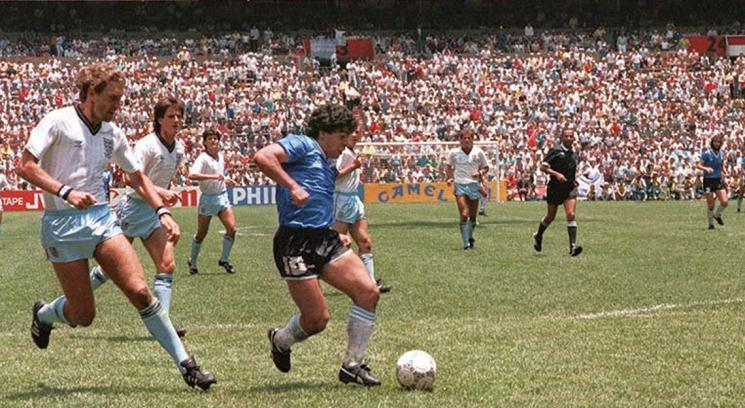
Copa Mundial FIFA 1986: el argentino Diego Maradona marcando ante Inglaterra

Ante la renuncia de Colombia a organizar el torneo, México se convirtió en la primera nación en celebrar 2 Copas Mundiales al ser sede de la Copa Mundial de 1986. El formato volvió a cambiar, y la segunda ronda fue reemplazada por una competencia eliminatoria (octavos de final) antes de los cuartos de final, para la cual 16 equipos clasificarían. También se decidió que los dos partidos finales en todos los grupos se iniciarían simultáneamente, para garantizar una completa imparcialidad. José Batista de Uruguay estableció un récord de la Copa Mundial en el que fue expulsado luego de solo 56 segundos de juego contra Escocia. El partido de cuartos de final entre Inglaterra y Argentina es recordado por 2 notables goles de Diego Maradona, más tarde considerado como jugador del torneo. El primero, el polémico gol de la Mano de Dios, y el segundo, considerado como el Gol del Siglo, en el que fue por la mitad del terreno de juego superando a 5 jugadores ingleses antes de anotar. En la final, Argentina venció a Alemania Occidental 3-2.

### Años 90
La Copa Mundial de 1990 se celebró en Italia. Camerún, participando en su segunda Copa del Mundo, llegó a los cuartos de final luego de vencer a Argentina en el partido inaugural. Ningún país africano había llegado a los cuartos de final antes. México no pudo competir en las eliminatorias como resultado de una prohibición de dos años por fraude de edad en un campeonato juvenil (incidente conocido como Los Cachirules). Durante el partido entre Brasil y Chile, una bengala cayó cerca del portero chileno Roberto Rojas, quien luego fingió una lesión cortándose la cara con una navaja de afeitar que tenía escondida en su guante. Su equipo se negó a continuar el partido (ya que estaban perdiendo en ese momento). La trama fue descubierta y resultó en una suspensión de 12 años para Rojas y con Chile vetado para participar en la Copa Mundial de 1994. La final contó con los mismos equipos que en 1986. Después de terminar subcampeón en los dos torneos anteriores, Alemania Occidental venció a Argentina 1-0 en la final para registrar su tercer título. Irlanda hizo su primera aparición en el torneo, llegando a los cuartos de final sin ganar un solo juego (cuatro empates, con una victoria por penales sobre Rumania en octavos de final). Esto es lo más lejos que un equipo ha avanzado en la Copa del Mundo sin ganar un juego.
La Copa del Mundo de 1994, celebrada en los Estados Unidos, vio la primera final de la Copa del Mundo decidida por penalties, con Brasil venciendo a Italia. Yugoslavia fue excluida debido a las sanciones de la ONU en relación con la guerra en Bosnia-Herzegovina. Colombia obtuvo su clasificación venciendo inesperadamente a Argentina por 5-0. Japón perdió por estrecho margen la posibilidad de clasificar a la Copa Mundial después de empatar con Irak en el último partido de la eliminatoria, recordado por los fanáticos como la "Agonía de Doha". Como resultado, Corea del Sur clasificó al torneo. A Diego Maradona se le prohibió su participación a mitad del torneo luego de dar positivo por drogas. Sin él, Argentina fue eliminada en octavos de final por Rumania. El defensa colombiano Andrés Escobar fue asesinado 10 días después de anotar un gol en propia puerta contra los anfitriones en un partido de primera ronda que eliminó a Colombia.
La asistencia total para el torneo de casi 3,6 millones sigue siendo la más grande en la historia de la Copa Mundial. Oleg Salenko, de Rusia, se convirtió en el primer jugador en marcar cinco goles en un solo partido de la Copa del Mundo en la victoria de su país en la primera ronda 6–1 sobre Camerún. En el mismo partido, Roger Milla, de 42 años de edad, anotó el único gol de Camerún, convirtiéndose en el jugador más viejo en anotar en un partido de la Copa del Mundo. Hristo Stoichkov compartió la Bota de Oro como el máximo goleador conjunto en el torneo con Oleg Salenko (6 goles). Stoichkov lideró a Bulgaria a una sorprendente victoria por 2-1 sobre el campeón defensor Alemania en los cuartos de final, antes de perder 2-1 ante Italia y perder el partido por el tercer puesto ante Suecia por 4-0.
La Copa del Mundo de 1998 se celebró en Francia y tuvo un formato ampliado con 32 selecciones. En las eliminatorias, Irán venció a Maldivas por el margen más amplio en la historia de la Copa Mundial: 17-0. En el torneo en sí, el partido de octavos de final entre Francia y Paraguay fue testigo del primer gol de oro en la historia de la Copa del Mundo, ya que Laurent Blanc anotó para dar a los anfitriones una victoria 1-0. Francia ganó el torneo al vencer a Brasil 3-0 en la final, ya que el brasileño Ronaldo tenía problemas de salud y por eso no tuvo impacto en el partido. La debutante Croacia terminó en tercer lugar gracias a una actuación destacada.

## SigloXXI

### Década de 2000
La Copa del Mundo de 2002 fue la primera en celebrarse en Asia, y fue organizada conjuntamente por Corea del Sur y Japón. El togolés Souleymane Mamam se convirtió en el jugador más joven en jugar un juego por eliminatorias de la Copa del Mundo a los 13 años y 310 días en Lomé en mayo de 2001. Australia derrotó a Samoa Americana 31-0 en un partido de eliminatorias, lo cual marcó récord como el partido con mayor cantidad de goles a nivel de selecciones nacionales. El torneo fue exitoso para equipos tradicionalmente considerados como pequeños, con Corea del Sur, el debutante Senegal y Estados Unidos llegando a cuartos de final. Brasil venció a Alemania 2-0 en la final obteniendo así su quinto título. El turco Hakan Sukur hizo historia al anotar el gol más rápido de la Copa del Mundo en el partido por el tercer puesto contra Corea del Sur con solo 11 segundos.
La Copa del Mundo de 2006 se celebró en Alemania. Fue la primera Copa del Mundo en la que el campeón defensor tuvo que participar en las eliminatorias. De forma impresionante, el debutante Ghana llegó a octavos de final al vencer a la República Checa (tercer clasificado del ranking mundial) 2–1, junto con Estados Unidos 2 –0, antes de perder ante el campeón defensor Brasil 0–3. Una buena actuación de Alemania los llevó hasta las semifinales. Sin embargo, la final fue entre Italia y Francia. En ese partido el capitán francés Zinedine Zidane fue expulsado en los últimos 10 minutos de tiempo extra por un cabezazo en el pecho del defensa italiano Marco Materazzi. Italia ganó 5-3 en los penales, con un marcador de 1–1 después de 90 minutos y tiempo extra.

### Década de 2010
La Copa del Mundo de 2010 se celebró en Sudáfrica. Fue la primera copa organizada en suelo africano, y la copa fue ganada por España. El torneo se destacó por sus partidos de apertura altamente defensivos, las controversias en torno a la tecnología de línea de gol y la introducción de las vuvuzelas. El conjunto español apostó por un juego de toque y ofensivo para terminar alzándose con el título por primera vez en su historia. En una final que vio un número récord de tarjetas amarillas distribuidas y lo que algunos consideraron un juego violento del lado holandés, el equipo neerlandés (con 10 hombres) fue derrotado 1–0 en el minuto 116 del tiempo extra por un gol de Andrés Iniesta.

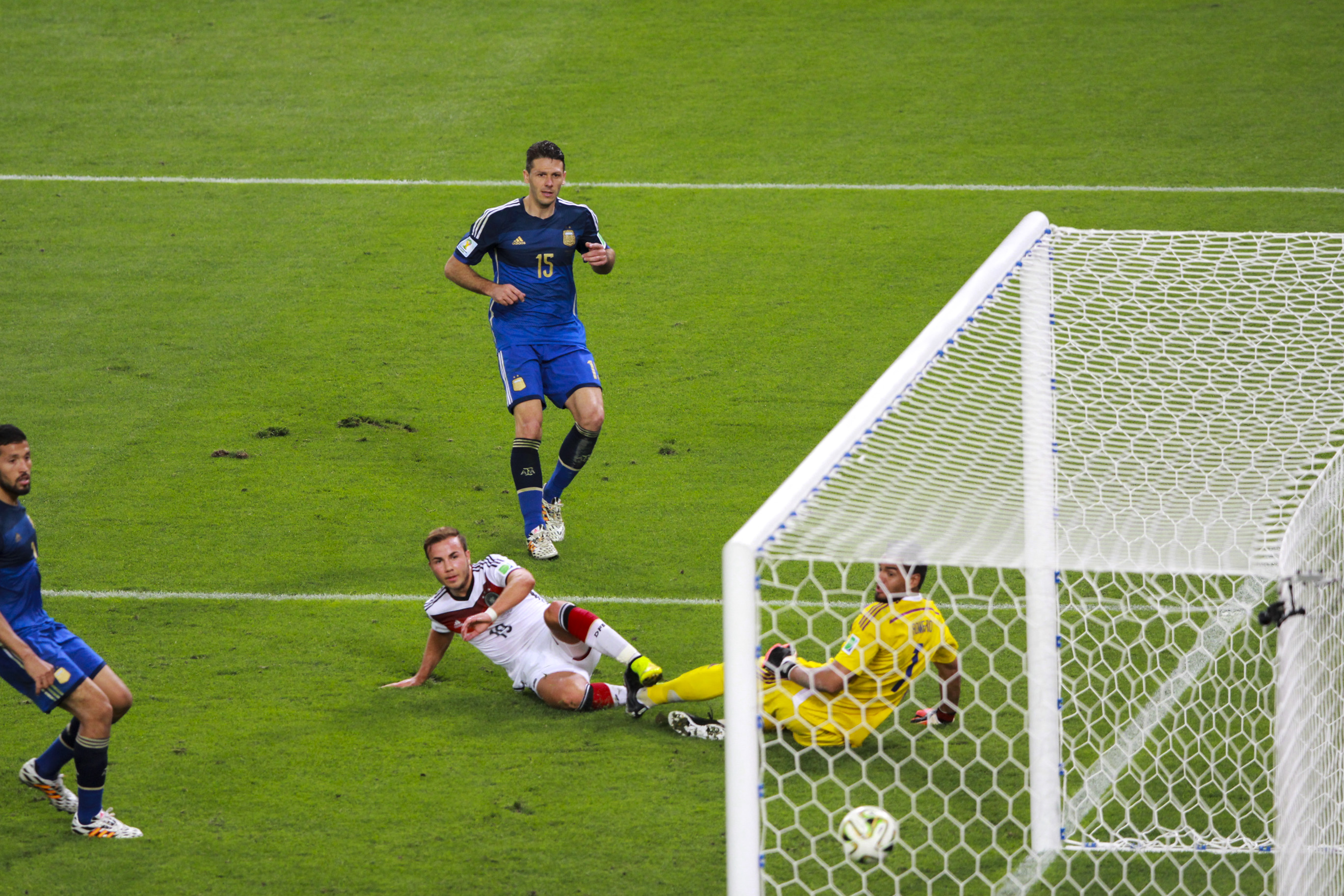
Alemania y Argentina en la final de la Copa Mundial de la FIFA 2014: Götze marcando el gol de la victoria alemana

La Copa del Mundo de 2014 se celebró en Brasil, marcando la segunda vez que Brasil fue sede de la competencia. La copa fue ganada por Alemania, que venció a Argentina 1-0 en la final. Holanda derrotó a Brasil 3-0 en el partido por el tercer puesto. Debido a las temperaturas ambientales relativamente altas en Brasil, particularmente en los lugares del norte, los descansos de enfriamiento para los jugadores se introdujeron por primera vez durante estos juegos. En esta Copa Mundial se produjo el estreno de sensores para evitar goles fantasmas con el sistema de detección automática de goles (DAG), usado para determinar, en jugadas dudosas, si el balón cruzó o no la línea de gol.
La Copa del Mundo de 2018 se celebró en Rusia. Fue la primera copa que se celebró en Europa del Este. La copa fue ganada por Francia, que venció a Croacia 4-2 en la final. Bélgica derrotó a Inglaterra 2-0 en el partido por el tercer puesto. También fue la primera copa en usar el sistema de árbitro asistente de video (VAR). Entre los jugadores destacados estuvieron el croata Luka Modrić y el francés Kylian Mbappé.

### Década de 2020

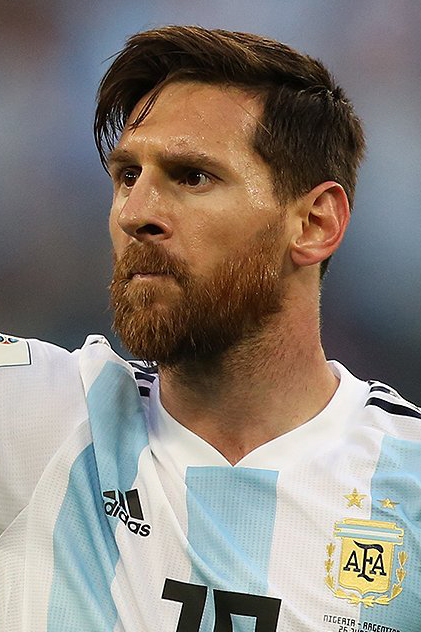
Lionel Messi, capitán de la selección de fútbol de Argentina, único jugador en ganar dos veces el Balón de Oro de un Mundial.

La Copa Mundial de 2022 en Catar fue el primer torneo que no se realizó en la estación de verano en el que generalmente se lleva a cabo. Tuvo lugar del 20 de noviembre al 18 de diciembre de 2022. Argentina, después de empatar 3 a 3, ganó la final 4 a 2 por penales frente a Francia, obteniendo su tercer título mundial. Croacia ganó el tercer puesto 2 a 1 ante Marruecos, que es considerada la sorpresa del torneo. Entre los jugadores destacados, están Lionel Messi ─proclamado jugador del torneo─, Emiliano “Dibu” Martínez, el arquero del mundial, Kylian Mbappé, el goleador del campeonato y Enzo Fernández, el mejor jugador joven. La vigésima segunda edición de la Copa Mundial también estuvo rodeada por polémicas. Varios medios expresaron preocupación por el hecho de que Catar sea la sede debido a las violaciones de los derechos humanos que se ejercían en el país, por las presuntas conexiones con el terrorismo y por las leyes que eliminaban el consumo de alcohol.
La Copa Mundial de 2026 se llevará a cabo en Canadá, Estados Unidos y México. Es la primera vez que FIFA le otorga a tres países la sede del torneo. Además, será la primera vez que se dispute un mundial con 48 selecciones y donde México se convertirá en el primer país en organizar 3 copas mundiales en 1970, 1986 y 2026.

## Evolución del formato
El número de equipos y el formato de cada torneo han variado considerablemente a lo largo de los años. En la mayoría de los torneos, el torneo consiste en una fase de grupos seguida de una fase de eliminación directa.
| Año                                                                           | Sede                         | Inscritos / Participantes (eliminatorias) | Equipos | Partidos | Primera ronda             | Segunda ronda                                                                                                | Etapas finales                                                                                               |
| ----------------------------------------------------------------------------- | ---------------------------- | ----------------------------------------- | ------- | -------- | ------------------------- | --- | --- |
| 1930                                                                          | Uruguay                      | Sin eliminatorias (Por invitación)        | 13      | 18       | 4 grupos de 3 o 4 equipos | Eliminación directa entre 4 equipos (ganadores de grupo de la primera ronda)                                 | Eliminación directa entre 4 equipos (ganadores de grupo de la primera ronda)                                 |
| 1934                                                                          | Italia                       | 32 / 27                                   | 16      | 17       | Eliminación directa       | Eliminación directa                                                                                          | Eliminación directa                                                                                          |
| 1938                                                                          | Francia                      | 37 / 21                                   | 16      | 18       | Eliminación directa       | Eliminación directa                                                                                          | Eliminación directa                                                                                          |
| Ediciones de 1942 y 1946 fueron canceladas debido a la Segunda Guerra Mundial |                              |                                           |         |          |                           | | |
| 1950                                                                          | Brasil                       | 34 / 19                                   | 16      | 22       | 4 grupos de 4 equipos     | Grupo de 4 equipos (ganadores de grupo de la primera ronda)                                                  | Grupo de 4 equipos (ganadores de grupo de la primera ronda)                                                  |
| 1954                                                                          | Suiza                        | 45 / 33                                   | 16      | 26       | 4 grupos de 4 equipos     | Eliminación directa entre 8 equipos (los 2 mejores de cada grupo en la primera ronda)                        | Eliminación directa entre 8 equipos (los 2 mejores de cada grupo en la primera ronda)                        |
| 1958                                                                          | Suecia                       | 55 / 46                                   | 16      | 35       | 4 grupos de 4 equipos     | Eliminación directa entre 8 equipos (los 2 mejores de cada grupo en la primera ronda)                        | Eliminación directa entre 8 equipos (los 2 mejores de cada grupo en la primera ronda)                        |
| 1962                                                                          | Chile                        | 56 / 49                                   | 16      | 32       | 4 grupos de 4 equipos     | Eliminación directa entre 8 equipos (los 2 mejores de cada grupo en la primera ronda)                        | Eliminación directa entre 8 equipos (los 2 mejores de cada grupo en la primera ronda)                        |
| 1966                                                                          | Inglaterra                   | 74 / 51                                   | 16      | 32       | 4 grupos de 4 equipos     | Eliminación directa entre 8 equipos (los 2 mejores de cada grupo en la primera ronda)                        | Eliminación directa entre 8 equipos (los 2 mejores de cada grupo en la primera ronda)                        |
| 1970                                                                          | México                       | 75 / 68                                   | 16      | 32       | 4 grupos de 4 equipos     | Eliminación directa entre 8 equipos (los 2 mejores de cada grupo en la primera ronda)                        | Eliminación directa entre 8 equipos (los 2 mejores de cada grupo en la primera ronda)                        |
| 1974                                                                          | Alemania Occidental          | 99 / 90                                   | 16      | 38       | 4 grupos de 4 equipos     | 2 grupos de 4 equipos (los 2 mejores de cada grupo en la primera ronda)                                      | Final (ganadores de grupo en la segunda ronda)                                                               |
| 1978                                                                          | Argentina                    | 107 / 95                                  | 16      | 38       | 4 grupos de 4 equipos     | 2 grupos de 4 equipos (los 2 mejores de cada grupo en la primera ronda)                                      | Final (ganadores de grupo en la segunda ronda)                                                               |
| 1982                                                                          | España                       | 109 / 103                                 | 24      | 52       | 6 grupos de 4 equipos     | 4 grupos de 3 equipos (los 2 mejores de cada grupo en la primera ronda)                                      | Eliminación directa de 4 equipos (ganadores de grupo de la segunda ronda)                                    |
| 1986                                                                          | México                       | 121 / 110                                 | 24      | 52       | 6 grupos de 4 equipos     | Eliminación directa de 16 equipos (los 2 mejores de cada grupo en la primera ronda y los 4 mejores terceros) | Eliminación directa de 16 equipos (los 2 mejores de cada grupo en la primera ronda y los 4 mejores terceros) |
| 1990                                                                          | Italia                       | 116 / 103                                 | 24      | 52       | 6 grupos de 4 equipos     | Eliminación directa de 16 equipos (los 2 mejores de cada grupo en la primera ronda y los 4 mejores terceros) | Eliminación directa de 16 equipos (los 2 mejores de cada grupo en la primera ronda y los 4 mejores terceros) |
| 1994                                                                          | Estados Unidos               | 147 / 130                                 | 24      | 52       | 6 grupos de 4 equipos     | Eliminación directa de 16 equipos (los 2 mejores de cada grupo en la primera ronda y los 4 mejores terceros) | Eliminación directa de 16 equipos (los 2 mejores de cada grupo en la primera ronda y los 4 mejores terceros) |
| 1998                                                                          | Francia                      | 174 / 168                                 | 32      | 64       | 8 grupos de 4 equipos     | Eliminación directa de 16 equipos (los 2 mejores de cada grupo en la primera ronda)                          | Eliminación directa de 16 equipos (los 2 mejores de cada grupo en la primera ronda)                          |
| 2002                                                                          | Corea del Sur Japón          | 199 / 193                                 | 32      | 64       | 8 grupos de 4 equipos     | Eliminación directa de 16 equipos (los 2 mejores de cada grupo en la primera ronda)                          | Eliminación directa de 16 equipos (los 2 mejores de cada grupo en la primera ronda)                          |
| 2006                                                                          | Alemania                     | 198 / 194                                 | 32      | 64       | 8 grupos de 4 equipos     | Eliminación directa de 16 equipos (los 2 mejores de cada grupo en la primera ronda)                          | Eliminación directa de 16 equipos (los 2 mejores de cada grupo en la primera ronda)                          |
| 2010                                                                          | Sudáfrica                    | 205 / 200                                 | 32      | 64       | 8 grupos de 4 equipos     | Eliminación directa de 16 equipos (los 2 mejores de cada grupo en la primera ronda)                          | Eliminación directa de 16 equipos (los 2 mejores de cada grupo en la primera ronda)                          |
| 2014                                                                          | Brasil                       | 204 / 203                                 | 32      | 64       | 8 grupos de 4 equipos     | Eliminación directa de 16 equipos (los 2 mejores de cada grupo en la primera ronda)                          | Eliminación directa de 16 equipos (los 2 mejores de cada grupo en la primera ronda)                          |
| 2018                                                                          | Rusia                        | 210 / 208                                 | 32      | 64       | 8 grupos de 4 equipos     | Eliminación directa de 16 equipos (los 2 mejores de cada grupo en la primera ronda)                          | Eliminación directa de 16 equipos (los 2 mejores de cada grupo en la primera ronda)                          |
| 2022                                                                          | Catar                        |                                           | 32      | 64       | 8 grupos de 4 equipos     | Eliminación directa de 16 equipos (los 2 mejores de cada grupo en la primera ronda)                          | Eliminación directa de 16 equipos (los 2 mejores de cada grupo en la primera ronda)                          |
| 2026                                                                          | Canadá Estados Unidos México |                                           | 48      | 104      | 12 grupos de 4 equipos    | Eliminación directa de 32 equipos (los 3 mejores de cada grupo en la primera ronda)                          | Eliminación directa de 32 equipos (los 3 mejores de cada grupo en la primera ronda)                          |

1. 1 2 3 4  Hasta 1958, los empates de ranking en los grupos eran resueltos mediante un partido de desempate. Esto solo ocurrió en 1954 y 1958. Desde 1962, los empates de ranking se resuelven por diferencia de goles.
2. ↑  No se disputó partido por el tercer puesto.
3. 1 2  En 1934 y 1938, los empates en partidos de eliminación directa eran resueltos mediante un partido de desempate. Posteriormente, se consideró usar el sorteo para resolver empates. Desde 1974, se usan penalties.
4. ↑  Austria se retiró del torneo después de clasificar, quedando el torneo con 15 equipos.
5. 1 2  India, Escocia y Turquía se retiraron después de clasificar, dejando el torneo con solo 13 equipos. Por lo tanto, un grupo solo tuvo 3 equipos y otro grupo tuvo solo 2 equipos.
6. ↑  El partido por el tercer puesto era disputado entre los segundos de cada grupo en la segunda ronda.

Hasta la Copa Mundial de 1990, se concedían 2 puntos por victoria y 1 punto por empate. Desde la Copa Mundial de 1994, se conceden 3 puntos por victoria y 1 punto por empate.
Cada grupo de 4 equipos juega un formato de liguilla. A partir de la Copa Mundial de 1986, todos los juegos finales de grupo deben realizarse simultáneamente, una norma instituida por la FIFA para minimizar la colusión entre los equipos que requieren un cierto resultado para avanzar. La FIFA estableció una política para otorgar tres puntos por una victoria en la Copa Mundial de 1994. Con ello la FIFA esperaba crear un incentivo adicional para que los equipos persiguieran la victoria. El primer equipo afectado por la regla fue Paraguay en 1998, que habría ganado su grupo en la diferencia de goles sobre Nigeria antes de las reglas de la FIFA. Paraguay avanzó a la fase eliminatoria como subcampeón del grupo y fue derrotado por la nación anfitriona y el eventual campeón Francia en octavos de final. No es posible, bajo el nuevo sistema de puntos, ser eliminado de la fase de grupos con un segundo lugar o mayor porcentaje de victoria. Sin embargo, es posible terminar detrás de un equipo con el mismo porcentaje de victorias pero con una menor diferencia de goles. Esto tuvo lugar en la Copa del Mundo de 2010, cuando Nueva Zelanda terminó con 3 empates y Eslovaquia terminó con una victoria, un empate y una derrota. Eslovaquia avanzó en el Grupo F al terminar segundo con cuatro puntos, eliminando a Nueva Zelanda con tres puntos. Bajo el anterior sistema de asignación de puntos de la FIFA, Nueva Zelanda habría avanzado con una diferencia de 0, mientras que Eslovaquia habría sido eliminada con una diferencia de -1.
Los criterios para avanzar a la fase eliminatoria son los siguientes:
1. La mayor cantidad de puntos en partidos de grupo.
2. La mayor diferencia total de goles en los tres partidos de grupo
3. La mayor cantidad de goles marcados en los tres partidos de grupo
4. Si los equipos se mantuvieran al mismo nivel que los criterios, se formaría un mini grupo a partir de esos equipos, que se clasificarían en:
  1. La mayoría de los puntos ganados en partidos contra otros equipos en el empate.
  2. Mayor diferencia de goles en partidos contra otros equipos en el empate.
  3. El mayor número de goles marcados en partidos contra otros equipos en el empate.
5. Si los equipos se mantuvieran al mismo nivel después de todos estos criterios, la FIFA celebraría un sorteo. El sorteo para equipos empatados se lleva a cabo una hora después del juego final del grupo en el estadio donde se celebra la final. El sorteo es similar al sorteo de los grupos de la Copa del Mundo en términos de estilo y formato. Se extrae una bola de un recipiente que contiene bolas con los nombres de cada equipo empatado.

Este procedimiento de sorteo solo se ha hecho una vez en la historia del torneo. Sin embargo, se utilizó para separar el segundo y tercer lugar en un grupo (Irlanda y Países Bajos en 1990) donde ambos ya tenían asegurada la calificación. Por lo tanto, un equipo nunca ha sido eliminado basado en el sorteo.